# MyMiniCity
MyMiniCity је браузер видео-игра, у којој је главни сиљ прављење што већег града, што се постиже интернет кликовима на адресу сајта на којој је тај град регистрован. Основни поени у игри су популација (ен. Population), од којих зависи величина направљног града. Могуће је повећање популације помоћу једне ИП адресе сваког дана (једном дневно).